# Puente ferroviario Cautín
El puente ferroviario Cautín (o también conocido como Puente Cautín), es un puente colgante finalizado en mayo de 1898 de uso ferroviario que se halla sobre el río Cautín, en el límite de las comunas de Temuco y Padre Las Casas, en la Provincia de Cautín, Región de la Araucanía de Chile. Tiene un largo de 423 metros y es la única conexión de la línea de trenes entre la estación Temuco y estación Padre Las Casas que da hacia el extremo sur del país.

## Historia

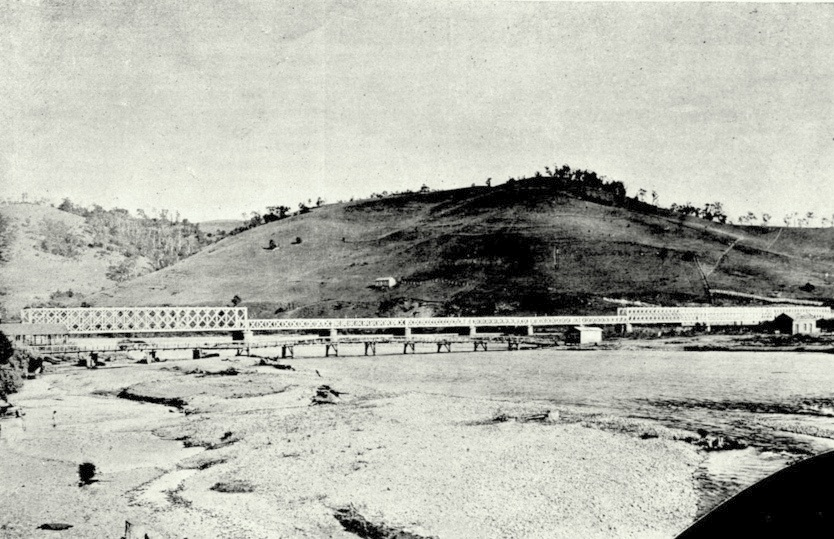
Puente Cautín en 1903.

Debido a la extensión de la línea ferroviaria central del país hacia su extremo sur, se deben construir puentes para sortear los ríos que se hallan en abundancia en la zona. Ya en junio de 1895, con la recién entregada línea entre Estación Victoria a Estación Temuco, se comienza a planear la construcción de la línea que conecte a la localidad de Pitrufquén con la ciudad de Temuco.
En julio de 1895 ya se tenía definido el diseño del puente. El puente fue diseñado para que los machones de albañilería soportaran a las estructuras metálicas fabricadas por Schneider-Creusot en Francia. Debido a la construcción en paralelo de varios segmentos de la red, se debe construir un puente provisorio para el paso de los ferrocarriles y reconstruir el puente carretero utilizados para el transporte de material. El trabajo de construcción del puente provisorio avanza de forma rápida, este es utilizado para la construcción del puente definitivo que se halla en paralelo. ya en enero de 1896 se están instalando los pilares metálicos del puente definitivo, pero las fundaciones se ubican en el mismo río, lo que hace más difícil su instalación; la solución es hacer diques para una de las fundaciones. Entre junio y julio del mismo año, se anuncia que los pilotes y estribos del puente definitivo están instalados, y que se enviaran desde Francia las estructuras metálicas. Ya en diciembre de 1897 las estructuras metálicas llegan a la zona de construcción. En mayo de 1898 el puente está finalizado, y los obreros e ingenieros se trasladan hacia las obras del puente ferroviario Quepe.
A la inauguración del puente el 13 de noviembre de 1898 asiste el presidente Federico Errázuriz Echaurren, el ministro de Guerra y Marina Carlos Palacios Zapata, militares y la población de la zona; toda la red es inaugurada el mismo día.
El 4 de marzo de 1929 se finalizan las obras de reforzamiento del puente, en las cuales se añaden tensores a la estructura metálica, debido al aumento del flujo de ferrocarriles de pasajeros y carga.
Desde entonces ha sido un puente de relevancia por el cual se conecta a la población del extremo sur del país con el resto de la zona centro-sur.
Desde 1994 la empresa Ferrocarril del Pacífico (FEPASA) tiene el contrato de uso de vías para transporte de carga, pudiendo desplazarse desde La Calera hasta Puerto Montt, haciendo uso del puente. En cuanto al transporte de pasajeros, luego de la decadencia del servicio de trenes durante la segunda mitad del siglo XX, el año 2005 se abrió el servicio Regional Victoria-Puerto Montt, pero el servicio fue acortado hasta Temuco a finales de 2006.

### SigloXXI
En 2011 un tren que transitaba por sobre el puente que transportaba celulosa terminó incendiándose, la Policía de Investigaciones de Chile realizó un peritaje por lo acontecido.
El 2012 una empresa contratista de la zona señala que cuatro puentes de la Región de la Araucanía (incluyendo el puente Cautín) se dejaron a medio reparar, y que estos presentan un grave estado de mantención.

### Acciones de conservación
El año 2014 se inaugura la Ruta Patrimonial Huellas de Pablo Neruda en la ciudad de Temuco, la cual incluye en su listado al puente Cautín.
Debido al estado del puente, en diciembre de 2017 EFE detiene el paso de trenes a través del puente.
El 9 de mayo de 2018, EFE publicó una licitación pública en la cual se procedería a reconstruir el puente, en función a la antigüedad y las condiciones en las que se encontraba el puente. El proyecto de recosntrucción fue avaluado en doce mil millones de pesos.
Sin embargo, la comunidad de la zona, incluida autoridades señalaron que el puente no podía ser destruido debido al valor que este tiene para la comunidad. El alcalde de la comuna de Temuco, Miguel Becker, señaló que el puente es un hito para la población local. Mientras que el Consejero Regional Daniel Sandoval llamó a que las organizaciones de "la sociedad civil a defender el valor historico y patrimonial del puente". La ministra de transportes, Gloria Hutt, también señaló su apoyo para que el puente no fuera desarmado y que este se considerada como patrimonio arquitectónico.
Debido al anuncio de la demolición del puente, el 7 de mayo de 2018 estudiantes de la Universidad Autónoma de Chile junto con otras organizaciones locales realizaron una protesta en el puente para que este se conservara, debido a su valor cultural, histórico e icónico para las ciudades de la zona.
25 de mayo de 2018, EFE anuncia que la licitación de reconstrucción fue suspendida, y que el nuevo proyecto será la restauración del antiguo puente, removiendo la parte metálica superior y reforzando o reconstruyendo los machones; esta obra sería llamado a licitación.
El 27 de junio de 2018, el presidente de EFE, Pedro Pablo Errázuriz, anuncia que el puente no será demolido sino que restaurado.

### Colapso del puente
Durante el mes de junio, la zona centro-sur del país se ve afectada por un temporal de lluvias y vientos por sobre el promedio normal debido a un sistema frontal; las regiones más afectadas son la del Maule y la Araucanía. El 27 de junio de 2018, las lluvias habían hecho crecer tanto el caudal del río Cautín, que el gobernador de la provincia de Cautín, Mauricio Ojeda, decretó alerta roja en la comuna de Temuco y posibles riesgos para la zona de Cajón debido al taponamiento causado por las obras abandonadas del "tercer puente" del Cautín. La intensidad de las lluvias ha hecho que el caudal del río Cautín aumente considerablemente, haciendo colapsar al puente ferroviario.
El 28 de junio pasadas las 10 de la noche, la tercera cepa del extremo sur del puente se hundió, debido al arrastre de material donde este se apoyaba, el material fue removido debido al caudal del río. Con su hundimiento, la estructura metálica cedió debido a su propio peso, colapsando. El mismo día, EFE emite un comunicado señalando las causas del cedimiento de la obra y de que los planes de rehabilitación del puente siguen en pie.
El 29 de junio, EFE señaló que seguirán con el plan de mantener la restauración del puente. Se decidió invertir cerca de 12 mil millones de pesos chilenos, la licitación comenzaría prontamente y los trabajos de reconstrucción comenzarían en septiembre de este mismo año, con la duración de las obras por un año.
Después de la caída del puente, el MOP llamó a evaluar el estado de 13 estructuras a nivel nacional, diagnosticando que tres puentes deben recibir reparaciones inmediatas. A nivel nacional, de 1.034 viaductos, el 1.35% necesita ser reparado.

### Reconstrucción y reapertura
El viernes 18 de diciembre de 2020 se inauguró oficialmente el puente luego de sus trabajos de reconstrucción que tomaron cerca de dos años; las obras de reconstrucción costaron cerca de 13 400 millones de pesos. El puente fue abierto para su uso junto con el Puente ferroviario Toltén que también sufrió su caída en 2016.

## Características
El puente se encuentra ubicado en el punto kilométrico 693 de la Línea Central Sur del grupo EFE. Su borde norte se encuentra a aproximadamente 1,5 km de la estación Temuco, mientras que su extremo sur se halla a aproximadamente 0,5 km de la estación Padre Las Casas. El puente posee 11 arcos de 35 metros cada uno.
El puente pasa por sobre la Avenida de los Poetas y la calle Truf Truf, a su costado occidente se encuentra el puente viejo río Cautín y el nuevo puente de Temuco, puente Treng Treng Kay Kay.

## Cultura popular
- El puente es mencioando en le libro "El Vuelo de las Gaviotas"" de Jaime Giordano.[32]